# K3 곡면
대수기하학과 미분기하학에서 K3 곡면(K3曲面, 영어: K3 surface)은 원환면이 아닌 2차원 칼라비-야우 다양체이다.

## 정의
K3 곡면은 복소수체 위의 비특이 대수 곡면 가운데, 표준 선다발이 자명하며 2차원 아벨 다양체가 아닌 것이다.
복소수체가 아닌 다른 체에 대해서도 K3 곡면을 정의할 수 있다.
K3 곡면 {\displaystyle X} 위에 복소수 선다발 {\displaystyle L}이 주어졌다고 하자. 그렇다면 이 선다발에 대응하는 인자는 대수 곡선으로서 종수 {\displaystyle g}가 다음과 같다.
{\displaystyle c_{1}(L)^{2}=2g-2}
여기서 {\displaystyle c_{1}(L)}은 {\displaystyle L}의 천 특성류이다. 이와 같이, 종수 {\displaystyle g}의 선다발을 갖춘 K3 곡면 {\displaystyle (X,L)}을 종수 {\displaystyle g}의 K3 곡면이라고 한다.

### K3 다양체
미분기하학에서, 콤팩트 단일 연결 복소수 2차원 칼라비-야우 다양체를 K3 다양체(영어: K3 manifold)라고 한다. 모든 K3 곡면(에 대응되는 켈러 다양체)은 K3 다양체이다. 반대로, 일부 K3 다양체는 (고다이라 매장 정리 따위로 인하여) 복소수체 위의 대수 곡선을 이루지만, 일반적 K3 다양체는 복소수 대수다양체가 아니다.

## 성질

### 위상수학적 성질
복소수체에서, 모든 K3 곡면(또는 K3 다양체)은 서로 미분 동형이다. 즉, 복소수 K3 곡면은 4차원 매끄러운 다양체로서 유일하다.
복소수 K3 곡면의 정수 계수를 가진 특이 호몰로지는 꼬임(torsion)을 갖지 않는다.
K3 곡면의 교차 형식은 다음과 같다.
{\displaystyle \operatorname {Intersection} (\operatorname {K3} )=2(-E_{8})\oplus 3H}
{\displaystyle H={\begin{pmatrix}0&1\\1&0\end{pmatrix}}}
{\displaystyle E_{8}={\begin{pmatrix}2&1\\1&2&1\\&1&2&1\\&&1&2&1\\&&&1&2&1&&1\\&&&&1&2&1\\&&&&&1&2&\\&&&&1&&&2&\\\end{pmatrix}}}
{\displaystyle E_{8}}은 단순 리 군 E8의 근계 격자인 유니모듈러 격자이다.
이에 따라, K3 곡면의 베티 수는 다음과 같다.
{\displaystyle b_{0}(\operatorname {K3} )=1}
{\displaystyle b_{1}(\operatorname {K3} )=0}
{\displaystyle b_{2}^{+}(\operatorname {K3} )=3}
{\displaystyle b_{2}^{-}(\operatorname {K3} )=8\cdot 2+3=19}
{\displaystyle b_{3}(\operatorname {K3} )=0}
{\displaystyle b_{4}(\operatorname {K3} )=1}
K3 곡면의 호모토피 군은 다음과 같다.:Theorem A
{\displaystyle \pi _{0}(\operatorname {K3} )=0}
{\displaystyle \pi _{1}(\operatorname {K3} )=0}
{\displaystyle \pi _{2}(\operatorname {K3} )=\mathbb {Z} ^{22}}
{\displaystyle \pi _{3}(\operatorname {K3} )=\mathbb {Z} ^{252}}
{\displaystyle \pi _{4}(\operatorname {K3} )=\mathbb {Z} ^{3520}\oplus (\mathbb {Z} /2)^{42}}
{\displaystyle \pi _{k}(\operatorname {K3} )=\pi _{k}\left(\operatorname {\#} ^{21}(\mathbb {S} ^{2}\times \mathbb {S} ^{3})\right)\qquad (k\geq 3)}

### 심플렉틱 기하학적 성질
일반적 K3 다양체는 대수 곡선이 아니며, 정칙 곡선은 상수 함수밖에 존재하지 않는다. 따라서, K3 곡면의 양자 코호몰로지는 특이 코호몰로지와 일치한다.:348, Example 8.4

### 대수기하학적 성질
복소수 K3 곡면은 칼라비-야우 다양체이며, 원환면이 아닌 유일한 복소 2차원 (실수 4차원) 콤팩트 칼라비-야우 다양체이다. SU(2)=USp(2)이므로, K3 곡면은 초켈러 다양체이다. K3 곡면은 고다이라 차원이 0이며, 그 호지 수는 다음과 같다.
|   |   | 1  |   |   |
|   | 0 |    | 0 |   |
| 1 |   | 20 |   | 1 |
|   | 0 |    | 0 |   |
|   |   | 1  |   |   |

### 모듈라이 공간
K3 다양체는 57개의 복소구조 모듈라이와 1개의 켈러 모듈라이를 가진다. 여기서 57=3×19개의 복소구조 모듈라이는 다음과 같이 해석할 수 있다. K3 곡면의 2차 베티 수는 22인데, 그 중 3개는 호지 쌍대에 대하여 고윳값이 +1인 2차 조화 형식으로, 19개는 고윳값이 −1인 2차 조화 형식으로 나타낼 수 있다. 복소구조 모듈라이의 변화는 2차 코호몰로지 동치류들 사이의 선형 변환으로 나타낼 수 있으므로, 복소구조 모듈라이 공간은 대략 동차 공간
SO(3,19)/(SO(19)×SO(3))
의 꼴로 나타낼 수 있다. 이 동차 공간의 차원은 19×3이다.
좀 더 정확히 말하면, K3의 복소구조 모듈라이 공간은 다음과 같은 오비폴드다.
SO(3,19;ℤ)\SO(3,19)/(SO(19)×SO(3))
K3의 유일한 켈러 모듈라이는 K3의 크기를 나타낸다. 즉, K3의 총 모듈라이 공간은
ℝ+×(SO(3,19;ℤ)\SO(3,19)/(SO(19)×SO(3)))
이다.

## 예
다음과 같은 사영 대수다양체들은 K3 곡면을 이룬다.
- 3차원 복소수 사영 공간 속의 4차 곡면. 이 경우, 사영 공간으로부터 유도되는 선다발의 종수는 3이다.
- 4차원 복소수 사영 공간에서, 2차 초곡면과 3차 초곡면의 교집합. 이 경우, 사영 공간으로부터 유도되는 선다발의 종수는 4이다.
- 5차원 복소수 사영 공간에서, 세 개의 2차 초곡면들의 교집합. 이 경우, 사영 공간으로부터 유도되는 선다발의 종수는 5이다.

이 밖에도, 다음과 같이 K3 곡면을 얻을 수 있다.
- 사영 평면 {\displaystyle \mathbb {CP} ^{2}} 속의 비특이 6차 대수 곡선 {\displaystyle C\subset \mathbb {CP} ^{2}}을 따라 두 겹 피복 공간을 취하면, K3 곡면을 얻는다. 이 경우, 사영 평면으로부터 유도되는 선다발의 종수는 2이다.
- 2차원 아벨 다양체 {\displaystyle A}에서, {\displaystyle a\mapsto -a}에 대한 몫공간을 취한 것을 쿠머 곡면(영어: Kummer surface)이라고 한다. 쿠머 곡면의 최소 분해(영어: minimal resolution)는 K3 곡면을 이룬다.

## 응용
K3 곡면은 비교적 다루기 쉬운 칼라비-야우 다양체이므로, 끈 이론을 축소화할 때 쓰인다. K3에 축소화한 끈 이론에는 다음과 같은 이중성들이 존재한다.
- (타원 다발 구조를 갖춘) K3에 축소화한 F이론 = T2에 축소화한 잡종 끈 이론
- K3에 축소화한 M이론 = T3에 축소화한 잡종 끈 이론
- K3에 축소화한 ⅡA종 끈 이론 = T4에 축소화한 잡종 끈 이론
- K3×S1에 축소화한 ⅡB종 끈 이론 = T5에 축소화한 잡종 끈 이론

특히, K3 곡면의 모듈러스들을 M이론-잡종 끈 이론 이중성을 사용하여 해석할 수 있다. SO(n,16+n,ℤ)\SO(n,16+n)/(SO(n)×SO(16+n)는 Tn에 축소화한 잡종 끈 이론의 모듈라이이다. (이는 잡종 끈 이론의 보손 정의(영어: bosonic construction)에서 사용하는 격자의 모듈라이다.) 켈러 모듈러스는 잡종 끈 이론의 딜라톤에 해당한다.

## 역사와 어원
앙드레 베유가 1958년에 명명하였다.:546 베유는 "K3"라는 이름을 다음과 같이 설명하였다.

보고서 제2부에서는 이런 켈러 다양체를 "K3"라고 부르겠다. 이는 쿠머 · 켈러 · 고다이라와 카슈미르의 아름다운 K2 산을 기리기 위한 것이다.

Dans la seconde partie de mon rapport, il s’agit des variétés kählériennes dites K3, ainsi nommées en l’honneur de Kummer, Kähler, Kodaira et de la belle montagne K2 au Cachemire.

여기서 에른스트 쿠머와 에리히 켈러, 고다이라 구니히코는 모두 이름의 머릿글자가 "K"인 세 명의 유명한 대수기하학자들이다.

## 같이 보기
- 테이트 추측